# Elección del 22.º distrito congresional de Nueva York de 2020
La Elección del 22.º distrito congresional de Nueva York de 2020 se llevaron a cabo el 3 de noviembre de 2020 para elegir a un miembro de la Cámara de Representantes de los Estados Unidos para representar al 22.º distrito congresional de Nueva York.
Debido a la cercanía del resultado, se produjo un recuento. El 30 de diciembre de 2020, el recuento concluyó mostrando una ventaja de 29 votos para Tenney. Sin embargo, un juez retrasó la certificación en espera de una revisión de las papeletas impugnadas pendientes. Por lo tanto, el puesto quedó oficialmente vacante cuando el mandato de Brindisi expiró el 3 de enero de 2021.
El 5 de febrero de 2021, Tenney fue declarada ganadora de las elecciones por 109 votos.

## Primarias demócratas

### Candidato

#### Nominado
- Anthony Brindisi, representante titular[1]

## Primarias republicanas

### Candidatos

#### Nominada
- Claudia Tenney, exrepresentante[2]

#### Eliminado en primaria
- George Phillips, profesor

### Resultados
| Resultados de las primarias republicanas | Resultados de las primarias republicanas | Resultados de las primarias republicanas | Resultados de las primarias republicanas | Resultados de las primarias republicanas | Resultados de las primarias republicanas |
| Partido                                  | Partido                                  | Candidato/a                              | Votos                                    | %                                        |                                          |
| ---------------------------------------- | ---------------------------------------- | ---------------------------------------- | ---------------------------------------- | ---------------------------------------- | ---------------------------------------- |
|                                          | Republicano                              | Claudia Tenney                           | 23,784                                   | 59.6%                                    |                                          |
|                                          | Republicano                              | George Phillips                          | 16,151                                   | 40.4%                                    |                                          |
| Total                                    | Total                                    | Total                                    | 39,935                                   | 100.0%                                   |                                          |

## Elección general

### Encuestas
| Fuente de la encuesta | Fecha(s) de realización                 | Tamaño de muestra | Margen de error | Anthony Brindisi (D) | Claudia Tenney (R) | Indecisos |
| --------------------- | --------------------------------------- | ----------------- | --------------- | -------------------- | ------------------ | --------- |
| Siena College         | 27 de septiembre - 4 de octubre de 2020 | 383 (LV)          | ± 5%            | 48%                  | 39%                | 13%       |

### Votación

#### Votación por correo
| Elección del 22.º distrito congresional de Nueva York de 2020 | Elección del 22.º distrito congresional de Nueva York de 2020 | Elección del 22.º distrito congresional de Nueva York de 2020 | Elección del 22.º distrito congresional de Nueva York de 2020 | Elección del 22.º distrito congresional de Nueva York de 2020 | Elección del 22.º distrito congresional de Nueva York de 2020 |
| Partido                                                       | Partido                                                       | Candidato/a                                                   | Votos                                                         | %                                                             |                                                               |
| ------------------------------------------------------------- | ------------------------------------------------------------- | ------------------------------------------------------------- | ------------------------------------------------------------- | ------------------------------------------------------------- | ------------------------------------------------------------- |
|                                                               | Demócrata                                                     | Anthony Brindisi                                              | 27,000                                                        | 72.5%                                                         |                                                               |
|                                                               | Republicano                                                   | Claudia Tenney                                                | 9,274                                                         | 24.9%                                                         |                                                               |
|                                                               | Libertario                                                    | Keith Price                                                   | 940                                                           | 2.5%                                                          |                                                               |
| Total                                                         | Total                                                         | Total                                                         | 37,239                                                        | 100.0%                                                        |                                                               |

#### Resultados finales
| Elección del 22.º distrito congresional de Nueva York de 2020 | Elección del 22.º distrito congresional de Nueva York de 2020 | Elección del 22.º distrito congresional de Nueva York de 2020 | Elección del 22.º distrito congresional de Nueva York de 2020 | Elección del 22.º distrito congresional de Nueva York de 2020 | Elección del 22.º distrito congresional de Nueva York de 2020 |
| Partido                                                       | Partido                                                       | Candidato/a                                                   | Votos                                                         | %                                                             |                                                               |
| ------------------------------------------------------------- | ------------------------------------------------------------- | ------------------------------------------------------------- | ------------------------------------------------------------- | ------------------------------------------------------------- | ------------------------------------------------------------- |
|                                                               | Republicano                                                   | Claudia Tenney                                                | 143,291                                                       | 43.88%                                                        |                                                               |
|                                                               | Conservador                                                   | Claudia Tenney                                                | 12,807                                                        | 3.92%                                                         |                                                               |
|                                                               | total                                                         | Claudia Tenney                                                | 156,098                                                       | 47.80%                                                        |                                                               |
|                                                               | Demócrata                                                     | Anthony Brindisi                                              | 138,898                                                       | 42.53%                                                        |                                                               |
|                                                               | Familias Trabajadoras                                         | Anthony Brindisi                                              | 11,188                                                        | 3.43%                                                         |                                                               |
|                                                               | total                                                         | Anthony Brindisi                                              | 155,989                                                       | 47.77%                                                        |                                                               |
|                                                               | Libertario                                                    | Keith Price                                                   | 6,780                                                         | 2.08%                                                         |                                                               |
| Total                                                         | Total                                                         | Total                                                         | 326,566                                                       | 100.0%                                                        |                                                               |
|                                                               | Ganancia Republicana de demócrata                             |                                                               |                                                               |                                                               |                                                               |

### Por condado
|  | 40.7 % |

|  | 56.5 % |

|  | 45.0 % |

|  | 52.2 % |

|  | 56.7 % |

|  | 42.0 % |

|  | 54.4 % |

|  | 42.5 % |

|  | 50.2 % |

|  | 48.6 % |

|  | 51.0 % |

|  | 46.9 % |

|  | 63.4 % |

|  | 34.7 % |

|  | 51.4 % |

|  | 45.3 % |

|  | 47.80 % |

|  | 47.77 % |